# الرسالة (فلم 1940)
الرسالة (بالإنجليزية: The Letter) هو فيلم دراما تم إنتاجه في الولايات المتحدة وصدر في سنة 1940.

## طاقم التمثيل
- بيت ديفيس

### ترشيحات وجوائز
| السنة | الحدث  | الفئة     | النتيجة |
| ----- | ------ | --------- | ------- |
|       | أوسكار | أفضل فيلم | ترشـيـح |

## وصلات خارجية
- مقالات تستعمل روابط فنية بلا صلة مع ويكي بيانات